# 米羅維采

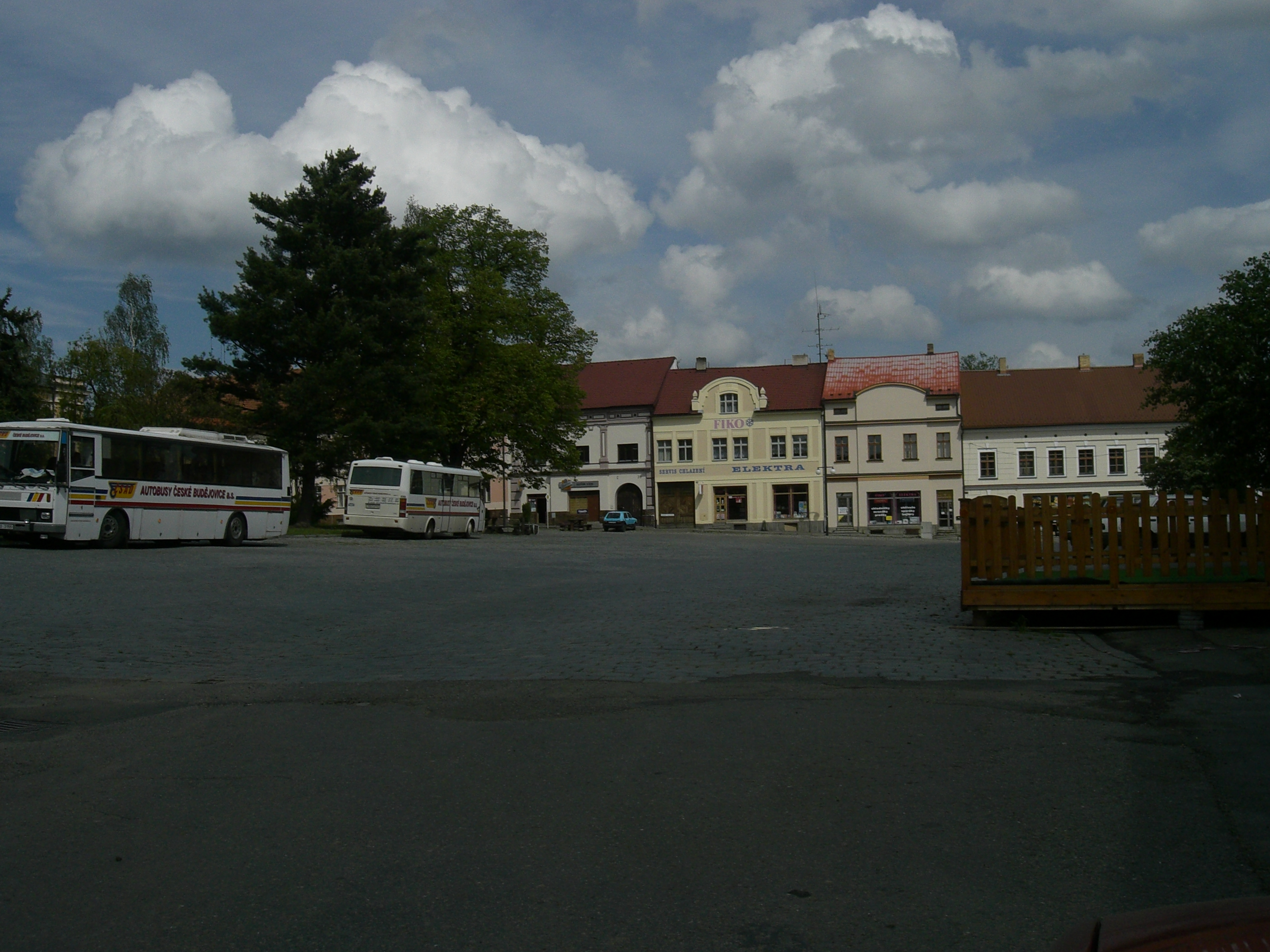

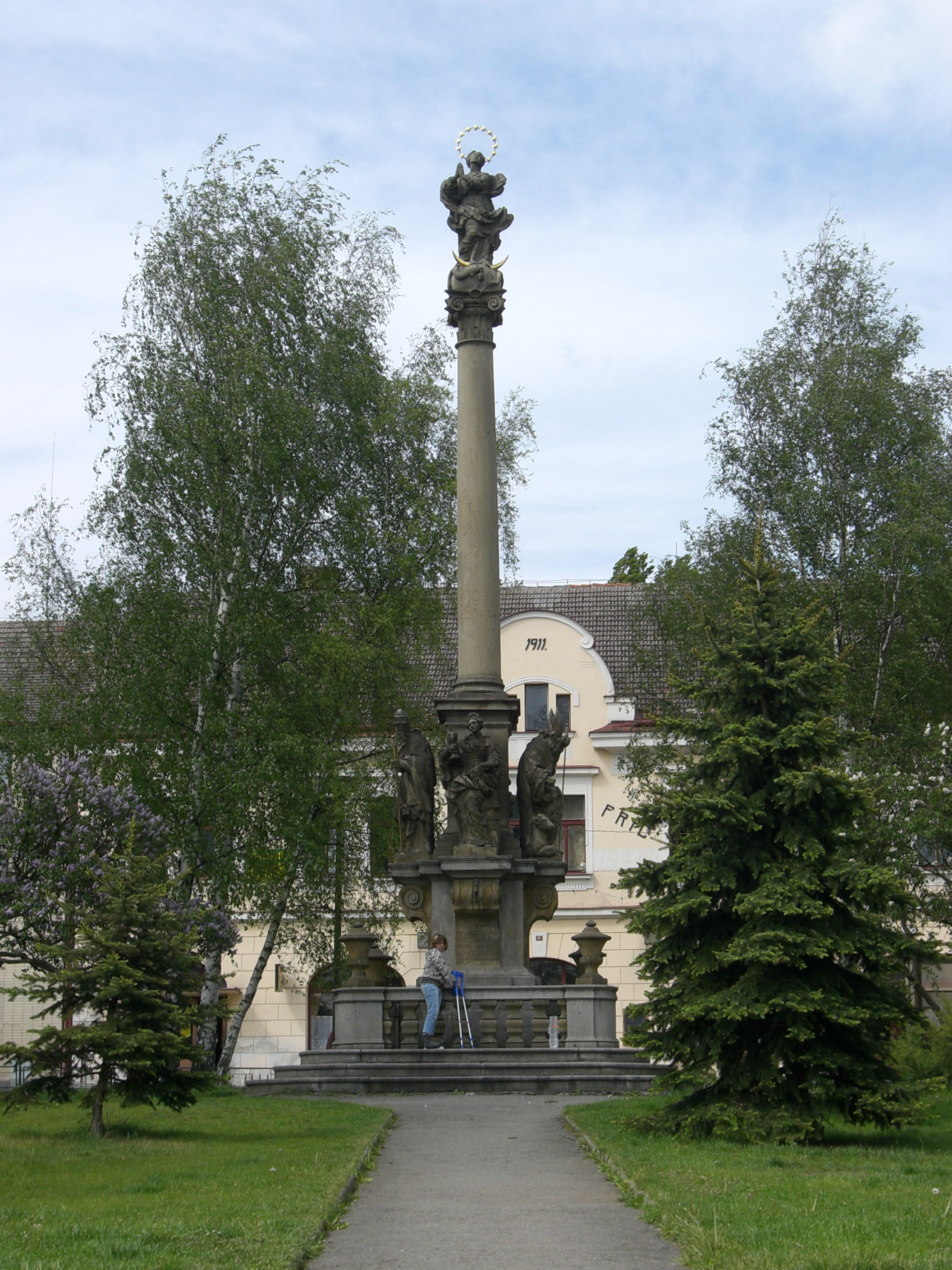

米羅維采是捷克的城鎮，位於該國西部，距離普日布拉姆20公里，由南波希米亞州負責管轄，面積22.06平方公里，海拔高度433米，2011年人口1,588。

## 外部連結
- Municipal website （页面存档备份，存于） (cz)